# Hedwiga Rosenbaumová
Hedwiga Rosenbaumová o Hedwig Rosenbaum (1880 − 1927) fou una tennista de Bohèmia (actual República Txeca) que guanyà dues medalles als Jocs Olímpics.
Va participar en els Jocs Olímpics d'Estiu de 1900 realitzats a París (França) i va aconseguir guanyar la medalla de bronze en la competició individual femenina i en la competició de dobles mixts fent parella amb el britànic Archibald Warden i en representació de l'Equip Mixt.

## Jocs Olímpics

### Individual
| Any  | Campionat                                    |
| ---- | -------------------------------------------- |
| 1900 | Jocs Olímpics d'estiu de 1900, París, França |

### Dobles mixts
| Any  | Campionat                                    | Parella          |
| ---- | -------------------------------------------- | ---------------- |
| 1900 | Jocs Olímpics d'estiu de 1900, París, França | Archibald Warden |